# Nikolas Polster
Nikolas Polster (7 luglio 2002) è un calciatore austriaco, portiere del Wolfsberger.

## Carriera

### Club
Cresciuto nel settore giovanile del Rapid Vienna, ha debuttato con la squadra riserve il 5 ottobre 2018 nell'incontro di Regionalliga pareggiato 1-1 contro il Leobendorf. Nel 2020 è stato acquistato dal LASK dove ha giocato nella squadra riserve per due stagioni e mezza. Il 17 gennaio del 2023 è stato ceduto in prestito al Vorwärts Steyr e nell'estate seguente è passato con la stessa formula all'Horn.
Il 10 luglio 2024 è stato acquistato a titolo definitivo dal Wolfsberger ed il 18 agosto ha debuttato in Bundesliga nella partita persa 2-0 contro l'Altach.

### Nazionale
Ha giocato con le nazionali giovanili austriache Under-15, Under-16, Under-17, Under-17 ed Under-21.

## Statistiche

### Presenze e reti nei club
Statistiche aggiornate al 24 aprile 2025
| Stagione        | Squadra          | Campionato      | Campionato | Campionato | Coppe nazionali | Coppe nazionali | Coppe nazionali | Coppe continentali | Coppe continentali | Coppe continentali | Altre coppe | Altre coppe | Altre coppe | Totale | Totale |
| Stagione        | Squadra          | Comp            | Pres       | Reti       | Comp            | Pres            | Reti            | Comp               | Pres               | Reti               | Comp        | Pres        | Reti        | Pres   | Reti   |
| --------------- | ---------------- | --------------- | ---------- | ---------- | --------------- | --------------- | --------------- | ------------------ | ------------------ | ------------------ | ----------- | ----------- | ----------- | ------ | ------ |
| 2018-2019       | Rapid Vienna II  | RL              | 1          | -1         | -               | -               | -               | -                  | -                  | -                  | -           | -           | -           | 1      | -1     |
| 2020-2021       | LASK Amateure OÖ | 2L              | 13         | -22        | -               | -               | -               | -                  | -                  | -                  | -           | -           | -           | 13     | -22    |
| 2021-2022       | LASK Amateure OÖ | 2L              | 12         | -27        | -               | -               | -               | -                  | -                  | -                  | -           | -           | -           | 12     | -27    |
| 2022-gen. 2023  | LASK Amateure OÖ | RL              | 9          | -7         | -               | -               | -               | -                  | -                  | -                  | -           | -           | -           | 9      | -7     |
| gen.-giu. 2023  | Vorwärts Steyr   | 2L              | 14         | -22        | CA              | 0               | 0               | -                  | -                  | -                  | -           | -           | -           | 14     | -22    |
| 2023-2024       | Horn             | 2L              | 26         | -41        | CA              | 0               | 0               | -                  | -                  | -                  | -           | -           | -           | 26     | -41    |
| 2024-2025       | Wolfsberger      | BL              | 25         | -30        | CA              | 3               | -2              | -                  | -                  | -                  | -           | -           | -           | 28     | -32    |
| Totale carriera | Totale carriera  | Totale carriera | 100        | -150       |                 | 3               | -2              |                    | -                  | -                  |             | -           | -           | 103    | -152   |

## Palmarès

### Club

#### Competizioni nazionali
- Coppa d'Austria: 1

Wolfsberger: 2024-2025